# مجموعة سوميتومو ميتسوي المالية
مجموعة سوميتومو ميتسوي المالية (باليابانية: 株式会社三井住友銀行) وتُعرف بـ مجموعة إس إم بي سي (بالإنجليزية: SMBC Group)‏، هي مجموعة قابضة مصرفية يابانية تقدم الخدمات المالية أنشأتها مؤسسة سوميتومو ميتسوي المصرفية، ثاني أكبر بنك في اليابان من حيث القيمة السوقية (اعتبارا من تشرين الثاني / نوفمبر 2009).
وتملك الشركة الأصول من جميع أنحاء الولايات المتحدة 1.8 تريليون دولار وهي واحدة من أكبر المؤسسات المالية في العالم.
تعمل مجموعة إس إم بي سي في أكثر من 40 دولة وتحافظ على وجودها في جميع المراكز المالية الدولية باعتبارها ثاني أكبر بنك في العالم من حيث إجمالي الأصول. وهي واحدة من أكبر المؤسسات المالية العالمية في مجال تمويل المشاريع من حيث القيمة الإجمالية للقرض. اعتبارًا من مايو 2020، تم إدراج مجموعة إس إم بي سي كأكبر 80 شركة عامة في العالم وفقًا لتصنيف فوربس.
وهي ثاني أكبر مؤسسة مصرفية من حيث إجمالي الأصول ورأس المال السوقي في اليابان. إلى جانب ميتسوبيشي يو اف جيه المالية القابضة ومجموعة ميزوهو المالية، يشار إلى مجموعة إس إم بي سي على أنها بنك ياباني ضخم، وهي واحدة من أكبر ثلاث مؤسسات مصرفية تهيمن على حصة السوق في النظام المالي الياباني. وهي مرتبطة ارتباطًا وثيقًا بشركتي سوميتومو وMitsui keiretsu .
الشركة الرئيسية التابعة لمجموعة هي الوحدة المصرفية، Sumitomo Mitsui Banking Corporation (SMBC). تعمل مجموعة سوميتومو ميتسوي المالية كشركة قابضة للمجموعة. وتشمل الشركات التابعة الرئيسية الأخرى SMBC Nikko Securities و SMBC Trust Bank و Sumitomo Mitsui DS Asset Management و Sumitomo Mitsui Finance and Leasing ومعهد الأبحاث الياباني (JRI).

## تاريخ

### بنك ساكورا
يمكن إرجاع جذور بنك ساكورا إلى يوليو 1876 عندما تم إنشاء سلفه، بنك ميتسوي، برأسمال مليوني ين. كان أحد البنوك الرئيسية للحكومة اليابانية للودائع وتحصيل الضرائب حتى تشكيل بنك اليابان في عام 1882. في العقود التالية، استحوذت عائلة ميتسوي على العديد من المصانع الحكومية لتشكيل تكتل زايباتسو كبير، مع اعتبار البنك أحد أعماله الأساسية. أعيد تنظيم بنك ميتسوي كشراكة غير محدودة في عام 1893، وكشركة محدودة (رأس مال: 20 مليون ين) في عام 1909.
دفعت الحرب العالمية الثانية بنك ميتسوي إلى النأي بنفسه عن ميتسوي زايباتسو ابتداءً من عام 1937، حيث جعل رصيد البنك الكبير من قروض مصنعي الذخيرة البنك عرضة للفشل في حالة حدوث ركود بعد الحرب. كان الحل الذي وجده رئيس ميتسوي هو دمج البنك مع بنك داي-إيتشي ‏، وإنشاء مؤسسة أكبر بكثير خارج سيطرة عائلة ميتسوي. في أبريل 1943، اندمج بنك ميتسوي مع داي-إيتشي ليشكل بنك تيكوكو («إمبريال بنك»).
أدرج بنك تيكوكو أسهمه في بورصتي طوكيو وأوساكا في مايو 1949 وغير اسمه إلى بنك ميتسوي في يناير 1954. اندمج بنك ميتسوي مع بنك توتو في أبريل 1968.
حوالي عام 1960، قام بنك ميتسوي وشريكته التجارية العامة ميتسوي وشركاه بتشكيل تحالف «كيريتسو» أفقي بين الشركات الأخرى المنحدرة من تكتل ميتسوي، بما في ذلك تويوتا وتوشيبا وتويو مينكا كايشا وإيشيكاواجيما -هاريما للصناعات الثقيلة وشوا للطائرات وأوجي بيبر.
أنشأت ميتسوي بنك ميتسوي في كاليفورنيا في لوس أنجلوس في عام 1974، واستحوذت على بنك المصنعين في عام 1981، ودمجت الاثنين في وقت لاحق من ذلك العام لتشكيل بنك ميتسوي للمصنعين (أعيدت تسميته ببنك المصنعين في عام 1992).
وافق بنك ميتسوي على الاندماج مع بنك تايو كوبي ‏ في عام 1989. كان اندماج TKB-Mitsui، الذي تم الاتفاق عليه في نهاية عام 1989 أثناء ذروة فقاعة أسعار الأصول اليابانية، هو إنشاء ثاني أكبر بنك في العالم بعد داي-إيتشي Kangyo Bank . بينما كان لدى TKB قاعدة كبيرة من العملاء من الأفراد والشركات الصغيرة، كان لدى ميتسوي قاعدة تكميلية من العملاء المؤسسيين الأكبر حجمًا. تم اعتماد اسم بنك ساكورا بعد 3 سنوات في أبريل 1992. كان الاندماج يهدف إلى الاستفادة من أوجه التآزر هذه، فضلاً عن توفير منافسة أقوى ضد البنوك الأوروبية، والتي كان من المتوقع أن تتماسك بعد إلغاء القيود في عام 1992.
أصبح ساكورا بنكًا رئيسيًا للشركات والأفراد في منطقة طوكيو الكبرى خلال التسعينيات وكان أكبر بنك تجزئة في اليابان من خلال عدة مقاييس، بما في ذلك قروض الإسكان ومبيعات الثقة الاستثمارية. ومع ذلك، تكبدت ساكورا عمليات شطب ضخمة للقروض الرديئة في عام 1998 وتوجهت إلى أحد عملائها الرئيسيين من الشركات، تويوتا، للحصول على الدعم المالي، والذي تم رفضه.
قاد تحالف ساكورا إنشاء بنك اليابان نت، وهو بنك عبر الإنترنت، في عام 2000، وبدأ محادثات مع سوني لتأسيس عملية مصرفية ثانية عبر الإنترنت في اليابان.

### بنك سوميتومو
تأسس بنك سوميتومو كشركة خاصة في نوفمبر 1895 وأعيد تنظيمه كشركة محدودة برأس مال قدره 15 مليون ين في مارس 1912. افتتحت العديد من الفروع الخارجية خلال حقبة الحرب العالمية الأولى مع عولمة أعمال سوميتومو زايباتسو.
بعد الحرب العالمية الثانية، تم تفكيك مجموعة سوميتومو ومنع الشركات المكونة لها من استخدام اسم سوميتومو. أعاد البنك تسمية نفسه بنك أوساكا في أكتوبر 1948. في ديسمبر 1952، تم تغيير الاسم مرة أخرى إلى بنك سوميتومو. كان بنك سوميتومو البنك الرئيسي للعديد من كبرى الشركات المصنعة اليابانية خلال حقبة ما بعد الحرب المبكرة، بما في ذلك إن إي سي وباناسونيك (ماتسوشيتا).
في سبعينيات القرن الماضي، خسرت المجموعة ما يقرب من مليار دولار أمريكي في إعادة هيكلة شركة شركة أتاكا ‏ للتجارة العامة ومقرها أوساكا، والتي كان لها، جنبًا إلى جنب مع خطة الإنقاذ المعاصرة لشركة مازدا، تأثير كبير على الشؤون المالية لسوميتومو، مما دفعها إلى التراجع عن أكثرها ربحية. بنك اليابان في المرتبة التاسعة فقط. ومع ذلك، عززت عمليات إنقاذ شركة أتاكا ومازدا سمعة صناعة سوميتومو من خلال إظهار تفانيها للعملاء. أصبح أكبر بنك ياباني من حيث الودائع حتى اندماج بنك داي إيتشي و Nippon Kangyo Bank لتشكيل Dai-Ichi Kangyo Bank.
في عام 1986، اندمجت شركة سوميتومو مع بنك Heiwa Sogo لتوسيع وجودها في منطقة طوكيو. في نفس العام، استحوذت على 12.5 ٪ من غولدمان ساكس.
في عام 2003، أجرت المجموعة اندماجًا عكسيًا مع شركتها التابعة، بنك واكاشيو، لتأمين الموارد المالية لتغطية الخسائر المؤجلة الكبيرة من ممتلكاتها من الأسهم. على الرغم من حل المجموعة تقنيًا وأصبح بنك واكاشيو شركة نجت، بموجب القانون التجاري الياباني، اتخذ الكيان الباقي اسم Sumitomo Mitsui Banking Corp. تمامًا مثل اسم البنك الذي تم حله. أصبح رئيس المجموعة يوشيفومي نيشيكاوا ورئيس مجلس الإدارة أكيشيجي أوكادا رئيسًا ورئيسًا للكيان الجديد على التوالي. Hiroyasu Ichikawa، رئيس بنك Wakashio، تولى منصب العضو المنتدب الأول. فكرة الدمج العكسي هي إنشاء كيان أصغر بأرباح زائدة. بعد ذلك، تم استخدام الربح لتسريع عمليات شطب خسائر الأوراق المالية غير المحققة للبنك وتعزيز مبيعات أسهمه لتقليل المخاطر الناجمة عن تقلبات أسعار الأسهم. بعد الاندماج، نما الكيان الجديد بسرعة من خلال إستراتيجية النمو العضوي وغير العضوي. توسعت الأصول من 102.4 تريليون ين في عام 2003 إلى أكثر من 200 تريليون ين بحلول نهاية عام 2019، مما جعله ثاني عشر أكبر بنك في العالم.
في الوقت الحاضر، يعمل البنك كذراع أساسي للأفراد والشركات والاستثمارات المصرفية لكل من مجموعتي سوميتومو وميتسوي التي تحمل الاسم نفسه. تتكون قاعدة عملائها التقليدية من الشركات اليابانية، لكن إقراض الشركات في الخارج زاد بعد التوسع في الخارج. تتكون شبكة المجموعة الخارجية من 130 فرعًا ومكتبًا في 40 دولة ومنطقة اعتبارًا من عام 2018. توفر المجموعة المنتجات والخدمات المالية لمجموعة واسعة من العملاء، بما في ذلك الأفراد والشركات الصغيرة والمتوسطة والشركات الكبيرة والمؤسسات المالية وكيانات القطاع العام. منذ عام 2008، أصبح فرع سنغافورة المركز الإقليمي لإس إم بي سي في منطقة آسيا والمحيط الهادئ بينما لا يزال المقر الرئيسي العالمي في طوكيو، اليابان.
أصبحت أسهم إس إم بي سي مدرجة في القسم الأول من بورصة طوكيو وبورصة أوساكا، وبورصة ناغويا للأوراق المالية منذ ديسمبر 2002. لديها قائمة ثانوية في بورصة نيويورك. رموز الأسهم هي بورصة طوكيو: 8316 و الرمز في بورصة نيويورك: SMFG.
زاد البنك بثبات نسب رأس المال من الشق الأول من 12.19٪ في 2014 إلى 16.69٪ كما ورد في مارس 2018. وصنفته وكالات ستاندرد أند بورز وموديز وفيتش بتخصيص تصنيف A1 و A و A على التوالي (وفقًا لمارس 2018).

## مجموعة الشركات
- مؤسسة سوميتومو ميتسوي المصرفية

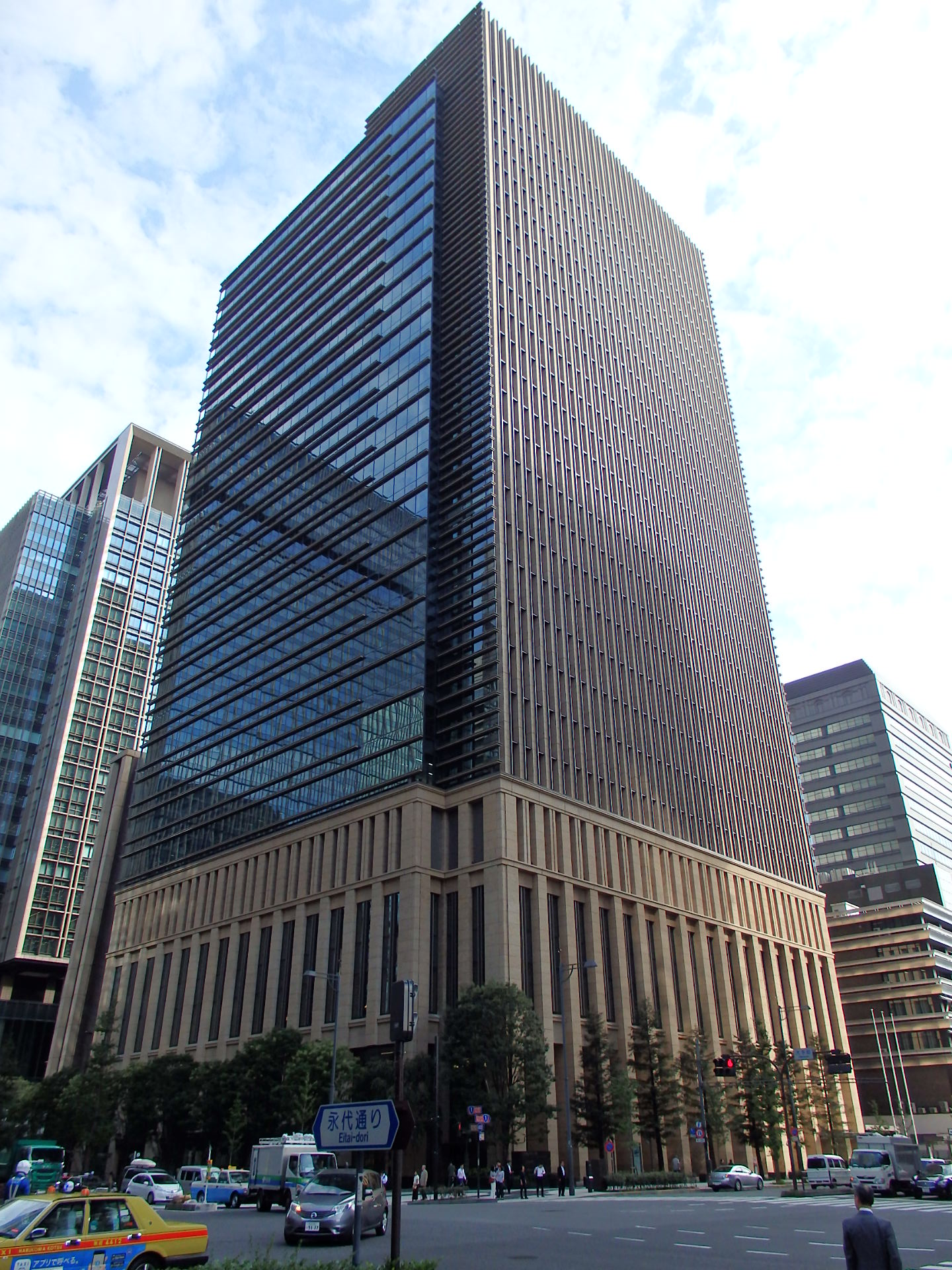
برج إس إم بي سي الشرقي

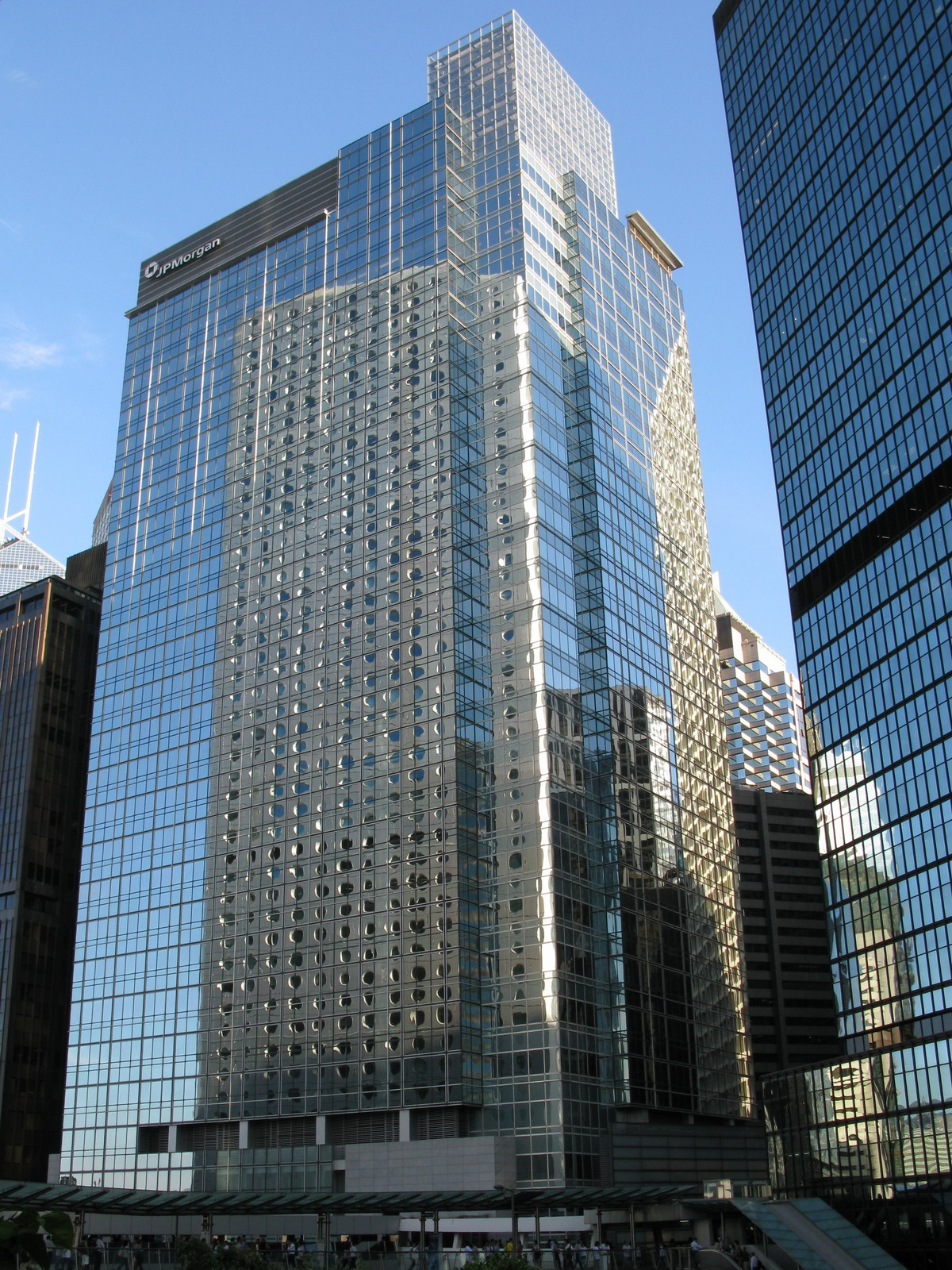
13/F, شاطر منزل في هونغ كونغ

- شركة سوميتومو ميتسوي لإدارة الأصول المحدودة
- شركة ميتسوي كارد. محدود
- شركة سوميتومو ميتسوي للتمويل والإجارة المحدودة
- معهد البحوث الياباني. محدود
- شركة أس أم بي سي للأوراق المالية المحدودة.
- دايوا اس بي للاستثمارات المحدودة
- شركة دايوا لتداول الأوراق المالية SMBC Co.

## عمليات الاستحواذ

### إس إم بي سي نيكو للأوراق المالية
يمكن إرجاع تاريخ إس إم بي سي "SMBC Nikko Securities" إلى شركة Nikko Cordial Corporation ، التي كانت الشركة القابضة لـ Nikko Cordial Securities . كانت الشركة ثالث أكبر شركة وساطة في اليابان حتى عام 2008، عندما أصبحت شركة Nikko Cordial Corporation شركة فرعية مملوكة بالكامل لسيتي جروب؛ عند الانتهاء من تبادل الأسهم، اندمجت مع Citigroup Japan Holdings Ltd. لتشكيل شركة Nikko Citi Holdings Inc. قبل تغيير اسمها إلى Citigroup Japan Holdings Corp في عام 2009.
في أكتوبر 2009، تم بيع جميع عمليات شركة Nikko Cordial Securities وبعض الشركات التابعة لمجموعة Nikko Citigroup، مثل أعمال الاكتتاب في الأسهم والسندات المحلية وغيرها، إلى شركة Sumitomo Mitsui Banking Corporation، قبل إعادة تنظيمها لتصبح شركة فرعية جديدة، وهي SMBC Nikko شركة الأوراق المالية، في أبريل 2011. أصبحت SMBC Nikko Securities ذراع الخدمات المصرفية الاستثمارية لمجموعة إس إم بي سي وتقدم خدمات استشارية في مجال حقوق الملكية والدين والتجارة والاندماج والاستحواذ في جميع أنحاء العالم مع القاعدة الرئيسية في اليابان.

### إس إم بي سي كابيتال للطيران
إس إم بي سي للطيران كابيتال "SMBC Aviation Capital"، المعروفة سابقًا باسم RBS Aviation Capital، هي واحدة من أكبر شركات تأجير الطائرات في العالم. يقع المقر الرئيسي في المركز الدولي للخدمات المالية في دبلن ولها مواقع في أمستردام وبكين وهونغ كونغ وكييف وموسكو ونيويورك وسياتل وميامي وشنغهاي وسنغافورة وطوكيو وتولوز، وتوظف الشركة 160 موظفًا.
في عام 2012، استحوذ الاتحاد الياباني على شركة سوميتومو ميتسوي المصرفية وشركة سوميتومو ميتسوي للتمويل والتأجير المحدودة (SMFL) وسوميتومو كوربوريشن على الشركة مقابل 7.3 مليار دولار أمريكي والتي كانت أكبر عملية بيع عالمية على الإطلاق لأعمال تأجير الطائرات. اكتمل البيع في 1 يونيو 2012 وتم تغيير اسم الشركة إلى SMBC Aviation Capital.

### مؤسسة سوميتومو ميتسوي المصرفية
تأسست مؤسسة سوميتومو ميتسوي المصرفية (SMBC) من خلال اندماج بنك سوميتومو وبنك ساكورا في أبريل 2001. كان بنك سوميتومو بنكًا يابانيًا رئيسيًا تأسس عام 1895؛ بينما كان بنك ساكورا سليل بنك ميتسوي، وهو بنك ياباني كبير آخر تأسس في عام 1876، ولكن مع عمليات تعود إلى عام 1683، عندما منح توكوغاوا شوغونيت الإذن لميتسوي تاكاتوشي للعمل كمصرف. أدى الاندماج إلى إنشاء واحدة من أكبر مجموعة مصرفية في العالم، بحجم مماثل لحجم دويتشه بنك والاندماج المعلق الذي سيشكل بنك ميزوهو. ومع ذلك، كان البنك الذي تم إنشاؤه حديثًا لا يزال يعاني من الأصول السيئة في ذلك الوقت بعد انفجار فقاعة أسعار الأصول (عانت الصناعة المصرفية اليابانية ككل من قروض كبيرة غير عاملة خلال التسعينيات وأوائل القرن الحادي والعشرين). أدى ذلك إلى العديد من الإجراءات التي اتخذتها إس إم بي سي لتنظيف ميزانيتها العمومية وزيادة رأس المال مثل شطب قروضها المتعثرة وبيع حصتها بالكامل في غولدمان ساكس.

### مجموعة سوميتومو ميتسوي المالية
مجموعة سوميتومو ميتسوي المالية (SMFG) في ديسمبر 2002 من خلال تحويل أسهم من شركة سوميتومو ميتسوي المصرفية. وهي تعمل كشركة مصرفية قابضة وخدمات مالية تابعة لمؤسسة سوميتومو ميتسوي المصرفية.
في فبراير 2003، أصبحت شركة Sumitomo Mitsui Card Company، Limited و SMBC Leasing Company، Limited و The Japan Research Institute شركات تابعة مملوكة بالكامل لشركة SMFG.
توصلت SMFG إلى اتفاقية في يونيو 2004 لتشكيل تحالف استراتيجي مع شركة Promise Co. ، Ltd. حول أعمال تمويل المستهلك. بدأت الشركتان العمل التعاوني في أبريل 2005.
في الشهر نفسه، توصلت SMFG إلى اتفاق لتشكيل تحالف استراتيجي مع إن تي تي دوكومو بشأن أعمال بطاقات الائتمان. تم نقل جزء من أسهم Sumitomo Mitsui Card التي تحتفظ بها SMFG إلى إن تي تي دوكومو، وأصدرت Sumitomo Mitsui Card أسهمًا جديدة وخصصتها إلى إن تي تي دوكومو عن طريق تخصيص طرف ثالث في يوليو 2005. بدأ العمل التعاوني في ديسمبر 2005.
في سبتمبر 2006، أصبحت "SMBC Friend Securities" شركة فرعية مملوكة بالكامل لشركة SMFG وفي الشهر التالي، توصلت SMFG إلى اتفاقية لمتابعة الأعمال المشتركة الإستراتيجية مع مجموعة Sumitomo Corporation في أعمال التأجير وتأجير السيارات.
استحوذت SMFG على شركة نيكو كورديال ‏، وهي شركة وساطة، من سيتي غروب في مايو 2009.
في أبريل 2016، أكملت سوميتومو ميتسوي للتمويل والإجارة الاستحواذ على أعمال التأجير التأجيرية لمجموعة جنرال إلكتريك في اليابان.

## الخدمات المصرفية الرقمية

### بطاقة IC
البطاقة النقدية IC هي بطاقة نقدية واحدة يمكن استخدامها بثلاث طرق لتحديد الهوية: المصادقة البيومترية أو شريحة IC أو الشريط المغناطيسي، عن طريق تحديد الحد وتسجيل المعلومات الحيوية (نمط وريد الإصبع). مع هذه البطاقة النقدية، تحسن أمان الاستخدام نظرًا لأن المعاملات تعتمد على بيانات تسجيل رقاقة IC ونمط المعاملات السابقة التي جمعت بين بيانات تسجيل رقاقة IC والمصادقة البيومترية.
اعتبارًا من عام 2017، أصدرت إس إم بي سي بطاقات نقدية IC في عدادات البنك (تنطبق فقط على بطاقات الإيداع النقدي ذات التصميم العادي؛ بطاقات التصاميم الأخرى والحسابات غير التوفيرية ليست مؤهلة للإصدار الفوري).

### بلوكتشين
كما تم تنفيذ العديد من المبادرات المتعلقة بـ بلوكتشين من قبل إس إم بي سي. يخطط البنك لتنفيذ استخدام بلوكتشين R3's Marco Polo لتمويل التجارة، شبكة تمويل التجارة الدولية blockchain ، على أساس تجاري بحلول نهاية عام 2020.

### الذكاء الاصطناعي
كانت SMBC من أوائل المتبنين للذكاء الاصطناعي في عملياتها المصرفية. إنه أول بنك ياباني يستخدم نظام واتسون منذ 2014 لدعم المشغلين في مركز الاتصال الخاص به. AmiVoice ، وهو حل للتعرف على الصوت مقدم من SMBC ، يحول الاستفسارات إلى نص في الوقت الحقيقي كنظام للتعرف على الكلام، بينما يقدم نظام واتسون للعملاء ردودًا مأخوذة من أدلة الخدمة والأسئلة والأجوبة، مما يسمح للمشغلين الرقميين بتقديم إجابات صحيحة وفي الوقت المناسب المتصلين.

## هيكل الشركة

### قسم الأعمال
تعمل مجموعة سوميتومو ميتسوي المالية كشركة قابضة لمجموعة إس إم بي سي. الشركة الأساسية التابعة للمجموعة هي الوحدة المصرفية، سوميتومو ميتسوي المصرفية (SMBC).
يتم تنظيم الوحدة المصرفية للمجموعة في الهيكل التالي:
- وحدة الخدمات المصرفية للأفراد
- وحدة السوق الأوسط
- وحدة الخدمات المصرفية للشركات
- وحدة الخدمات المصرفية الاستثمارية
- وحدة المصرفية الدولية
- وحدة الخزينة
- وحدة الامتثال
- وحدة موظفي الشركة

على مر السنين، توسعت المجموعة في الأعمال التجارية الأخرى ذات الصلة مثل التأجير والوساطة وإدارة الأصول. اعتبارًا من عام 2020، تشمل الشركات التابعة الرئيسية بجانب الوحدة المصرفية SMBC Nikko Securities و SMBC Trust Bank و Sumitomo Mitsui DS Asset Management و Sumitomo Mitsui Finance and Leasing ومعهد الأبحاث الياباني.

## العلامة التجارية

### الاسم
تم تحديد المجموعة من خلال اسم كيانها القابضة، مجموعة سوميتومو ميتسوي المالية (SMFG)، حتى أوائل عام 2018. بحلول مارس 2018، أسست المجموعة "SMBC Group" كاسم علامتها التجارية الرئيسية. منذ ذلك الحين، تمت الإشارة إلى مجموعة الشركات باسم SMBC Group بدلاً من SMFG. وذكر البيان الصحفي الصادر عن الشركة أن الخطوة هي ربط العلامة التجارية بالأعمال المصرفية الأساسية للمجموعة، سوميتومو ميتسوي المصرفية.

### الشعار
يستخدم شعار مجموعة إس إم بي سي علامة «العلامة الصاعدة». لون الخلفية أخضر تداول، أخضر طازج. يظهر اسم "SMBC" على الجانب الأيمن من العلامة الصاعدة بأحرف كتلة بيضاء.

## السياسة البيئية والسجل
في عام 2006، كان SMBC من بين أوائل البنوك اليابانية التي تبنت مبادئ التعادل، وهي مجموعة دولية من المعايير الاجتماعية والبيئية للمؤسسات المالية التي تم إطلاقها في عام 2003. قام البنك بتحديث سياسته لاستبعاد تمويل طاقة الفحم فوق الحرجة.
شاركت SMBC في تمويل تمويل مشاريع متجددة بقيمة ثلاثة تريليونات ين على مستوى العالم. كواحد من اللاعبين الرئيسيين في تمويل طاقة الرياح البحرية وتوليد الطاقة الشمسية، قامت SMBC بتمويل مشاريع محطات الطاقة المتجددة بسعة إجمالية تزيد عن 10 جيجاوات بحلول عام 2018. منذ عام 2016، دعم البنك 44 صفقة لتمويل المشاريع في مجال الطاقة المتجددة. تتكون المشاريع من 20 طاقة شمسية، و 17 طاقة رياح، و 3 طاقة حرارة أرضية، و 2 طاقة مائية، وكابل طاقة واحد من الكتلة الحيوية، وكابل طاقة بحري واحد، وكابل واحد لتحويل النفايات إلى طاقة في الأمريكتين، وآسيا، وأوروبا، وأستراليا.  

## العمليات الدولية
تملك المجموعة مكاتب في الدول الآتية:
- أستراليا
- إسبانيا
- البرازيل
- ألمانيا
- الإمارات العربية المتحدة
- المملكة المتحدة
- المملكة العربية السعودية
- الفلبين
- الهند
- الولايات المتحدة
- المملكة المتحدة
- البحرين
- قطر
- البحرين
- تايلند
- البحرين
- بيرو
- روسيا
- جنوب أفريقيا
- كوريا الجنوبية
- مصر
- تايوان
- سنغافورة
- تركيا
- فيتنام
- إيران
- ماليزيا
- البحرين
- أندونيسيا
- التشيك
- كمبوديا
- ميانمار
- هونغ كونغ
- هولندا
- كولومبيا
- الصين
- تشيلي
- قالب:بيانات بلد مونغوليا
- المكسيك
- إيطاليا
- أيرلندا
- فرنسا
- بلجيكا
- كندا

## روابط خارجية
- الموقع الرسمي: http://www.smfg.co.jp/english/